# Neocollyris cruentata
Neocollyris cruentata es una especie de escarabajo del género Neocollyris. Fue descrita científicamente por Schmidt-Goebel en 1846.
Se distribuye por Tailandia. Mide aproximadamente 14,7 milímetros de longitud. Se ha registrado a elevaciones de 220 metros.